# Wilhelm Ederle
Wilhelm Ederle (* 8. November 1901 in Bissingen an der Teck; † 11. März 1966 in Tübingen) war ein deutscher Mediziner.
Ederle wurde am 8. November 1901 als Sohn des Bauern Georg Ederle in Bissingen geboren. Nach dem Besuch der Oberschule studierte er von 1920 bis 1927 Medizin in Tübingen, Kiel und Berlin. In Tübingen wurde er 1920 Mitglied der Studentenverbindung AG Rothenburg. Er promovierte 1928 zum Dr. med. Er blieb bis 1933 Assistenzarzt an der Medizinischen Universitätsklinik in Tübingen, wo er sich durch wissenschaftliche Arbeiten über Blutkrankheiten und Tuberkulose auszeichnete. Später wechselte er zur Nervenheilkunde und Psychiatrie. Er war der erste Arzt in Deutschland, der die Behandlung von Schizophrenen mit Insulin durchführte. Am 11. März 1966 starb Professor Dr. Ederle unerwartet an einem Herzschlag.